# Sreseh (plaats)
Sreseh is een bestuurslaag in het regentschap Sampang van de provincie Oost-Java, Indonesië. Sreseh telt 3157 inwoners (volkstelling 2010).